# Franz Marc Museum
Das Franz Marc Museum in Kochel am See in Oberbayern zeigt Meisterwerke des expressionistischen Malers Franz Marc in Verbindung mit Kunstwerken seiner Zeitgenossen und anderer bedeutender Künstler des 20. Jahrhunderts in einer Dauerausstellung und Wechselausstellungen. Leiterin des Museums ist seit 15. April 2024 in der Nachfolge von Cathrin Klingsöhr-Leroy die Kunsthistorikerin Jessica Keilholz-Busch.

## Geschichte und Konzeption

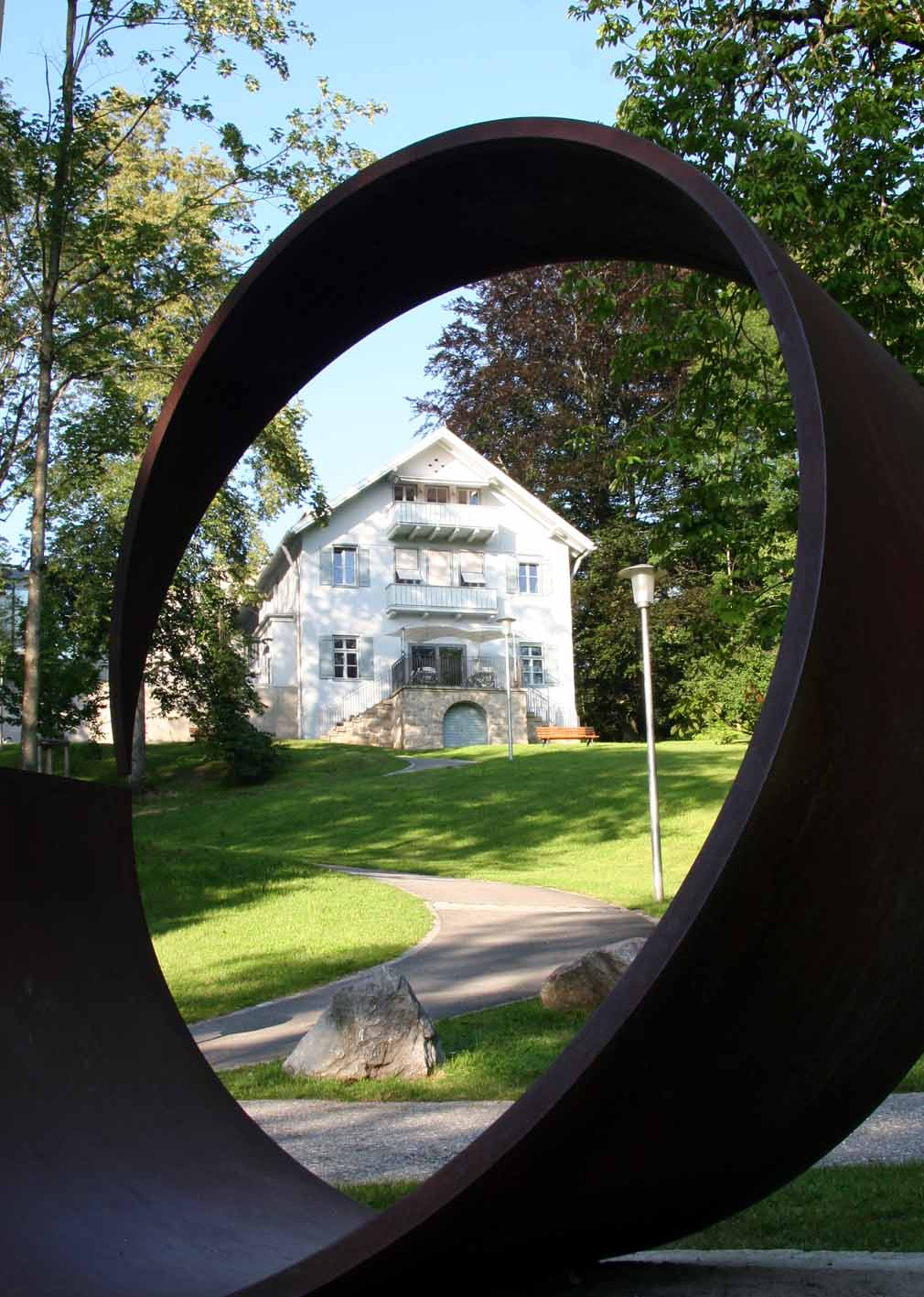
Das Franz Marc Museum (Altbau), im Vordergrund: Hommage an Franz Marc, eine Stahlplastik von Alf Lechner, 1995 (Foto: 2009)

1986 wurde das Franz Marc Museum gegründet, um das Werk Franz Marcs – eines der bedeutendsten Künstler Bayerns des 20. Jahrhunderts – in der Region zu präsentieren, die diesem Künstler so viel Inspiration gab. Bereits als Akademieschüler zog es den Münchner Marc für Malstudien in die Kocheler Gegend. 1908 zog er dann endgültig ins bayerische Oberland und kaufte 1914 ein Haus in Ried (Gemeinde Kochel am See). Die Landschaft um Kochel nannte er sein „Blaues Land“.
Im Franz Marc Museum sind über 150 Werke aus dem Nachlass Franz Marcs zu sehen, die durch verschiedene Leihgaben ergänzt werden. Darüber hinaus finden sich hier viele persönliche Gegenstände und schriftliche Dokumente aus seinem Leben ebenso wie Kunstwerke seiner Künstlerfreunde wie Paul Klee, Wassily Kandinsky, Gabriele Münter und Alexej von Jawlensky. Die Ausstellung veranschaulicht, wie Franz Marc und seine Künstlerfreunde des Blauen Reiter die Kunst entscheidend beeinflussten: vom Abbild zum Sinnbild zur Abstraktion.
2008 brachte der neue Erweiterungsbau von den Schweizer Architekten Diethelm & Spillmann neue Möglichkeiten für die Museumskonzeption: Er erweiterte die Ausstellungsfläche um ca. 700 Quadratmeter, so dass endlich das Werk Franz Marcs in ganz neue Zusammenhänge gestellt werden konnte. Insbesondere nachdem die Sammlung der Stiftung „Etta und Otto Stangl“ zur bisherigen Sammlung der Franz Marc Stiftung hinzugewonnen worden war, wurde es möglich, dem Werk von Franz Marc auch Werke seiner Zeitgenossen, wie etwa den Brücke-Künstlern, gegenüberzustellen. Aber auch das Wirken Marcs auf Künstler deutscher abstrakter Kunst nach 1945 wird durch ausgewählte Kunstwerke verdeutlicht, die in Bezug zu seinem Werk gezeigt werden.
Die Hängung im Franz Marc Museum wird regelmäßig neu konzipiert. Darüber hinaus zeigen Wechselausstellungen die verschiedenen Aspekte des Sammlungsbestands. Dadurch ist es möglich, die ganze Bandbreite des theoretischen und künstlerischen Werks Franz Marcs sowie seine Persönlichkeit und seinen visionären Reformgeist vorzustellen.
Zum 100. Todestag des Künstlers am 4. März 2016 widmete ihm das Museum eine Ausstellungstrilogie unter dem Sammeltitel Franz Marc – Zwischen Utopie und Apokalypse (Das arme Land Tirol, Weidende Pferde IV, Kämpfende Formen).
Das Franz Marc Museum liegt im Bereich des touristischen Projekts „MuSeenLandschaft Expressionismus“, dem auch das Museum der Phantasie („Buchheim-Museum“) in Bernried am Starnberger See, das Museum Penzberg, das Schloßmuseum Murnau sowie die Städtischen Galerie im Lenbachhaus in München angehören.

## Werke
Die wichtigsten Werke sind:
- Franz Marc: Moorhütten im Dachauer Moos, 1902
- Franz Marc: Zwei Frauen am Berg, 1906
- Franz Marc: Hocken im Schnee, 1911
- Franz Marc: Springendes Pferd, 1912
- Franz Marc: Kleine Komposition IV, 1914
- August Macke: Große Promenade, 1914
- Ernst Ludwig Kirchner: Zwei Tänzerinnen, 1910/1911
- Willi Baumeister: Figur in absoluter Stellung, 1919

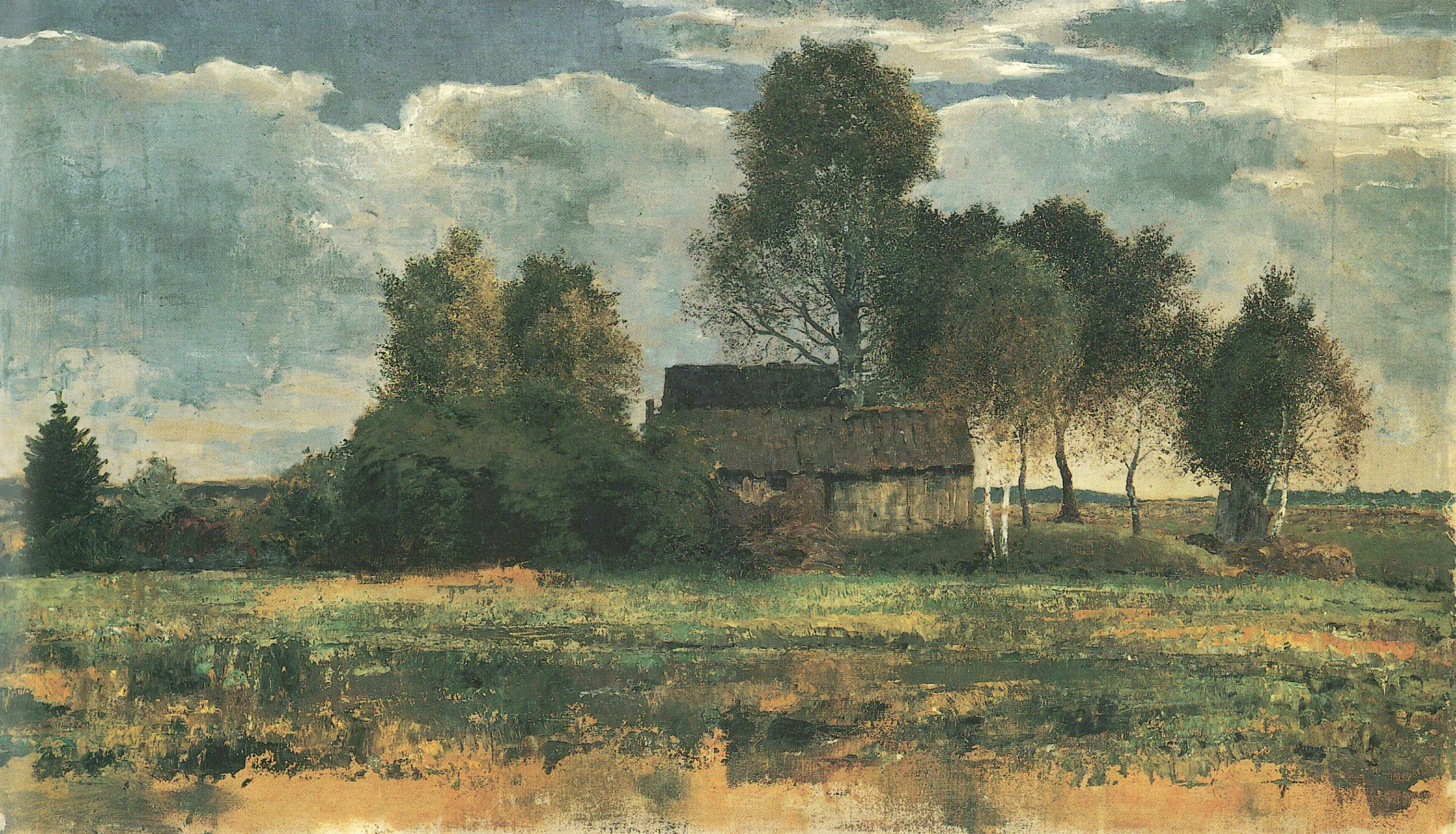
Franz Marc: Moorhütten im Dachauer Moos, 1902
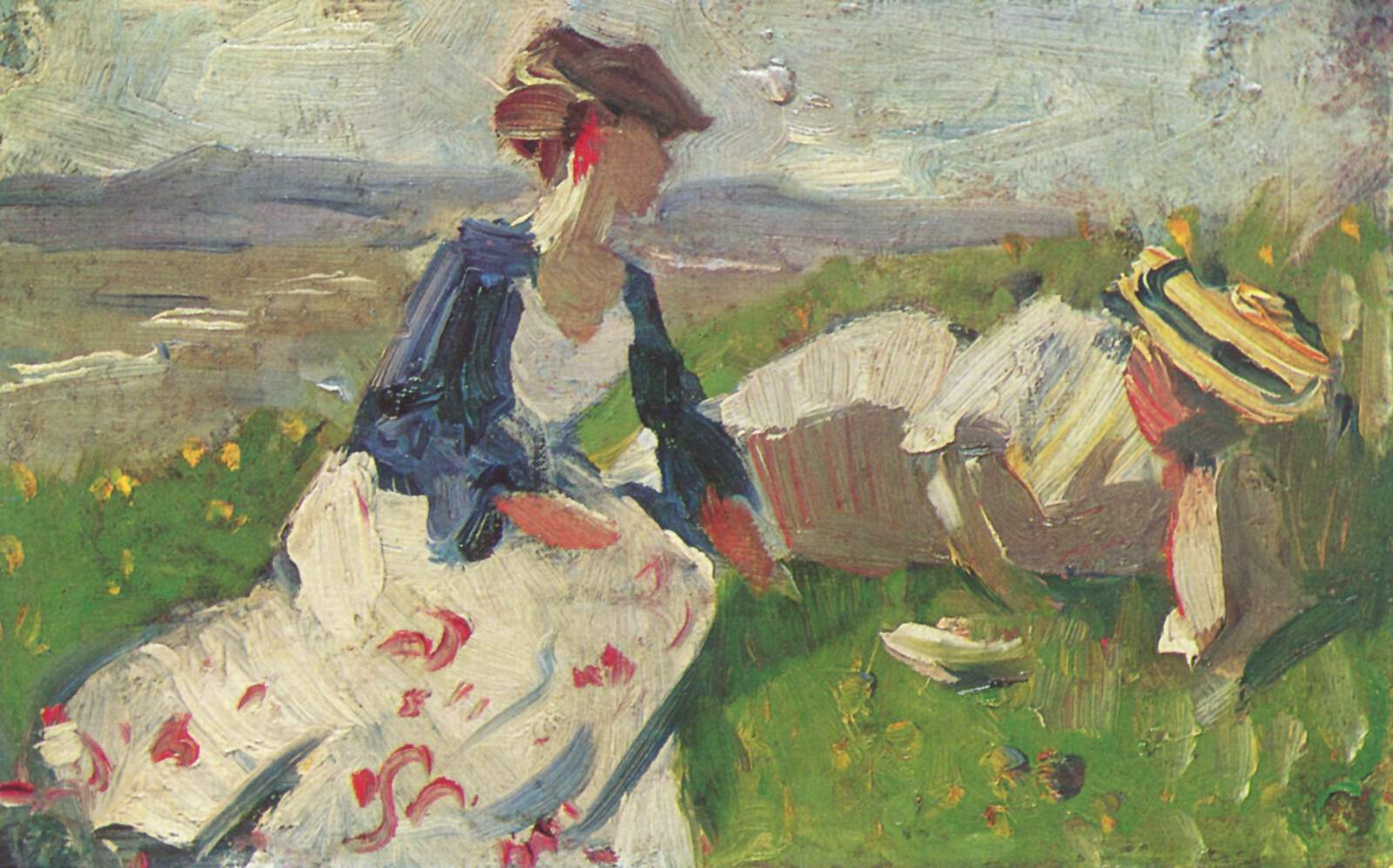
Franz Marc: Zwei Frauen am Berg, Skizze, 1906
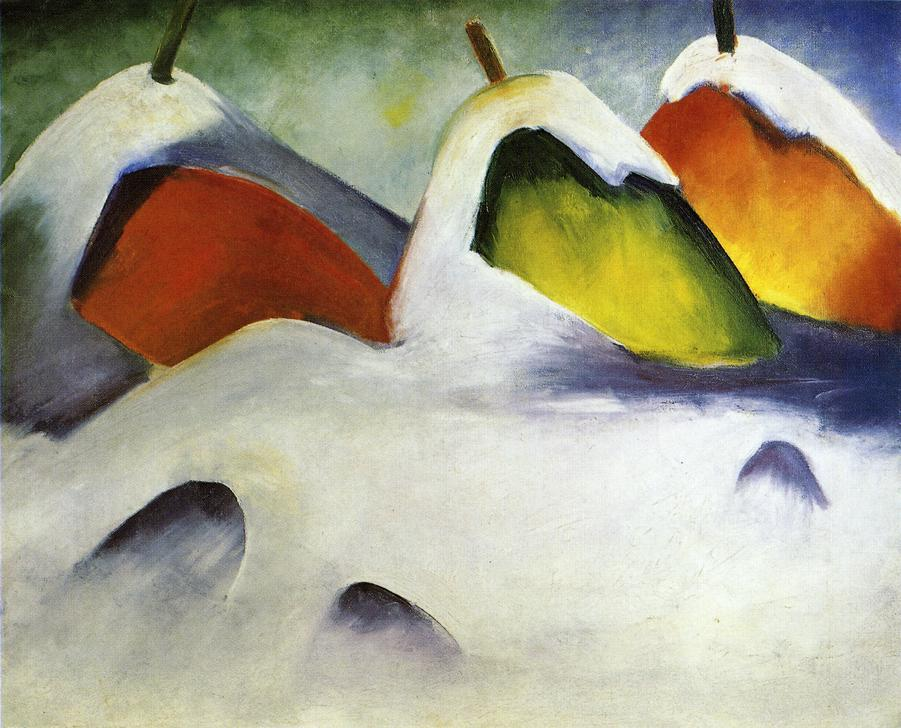
Franz Marc: Hocken im Schnee, 1911
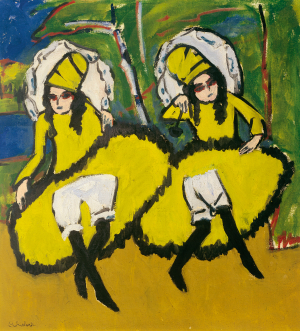
Ernst Ludwig Kirchner: Zwei Tänzerinnen, 1910/1911
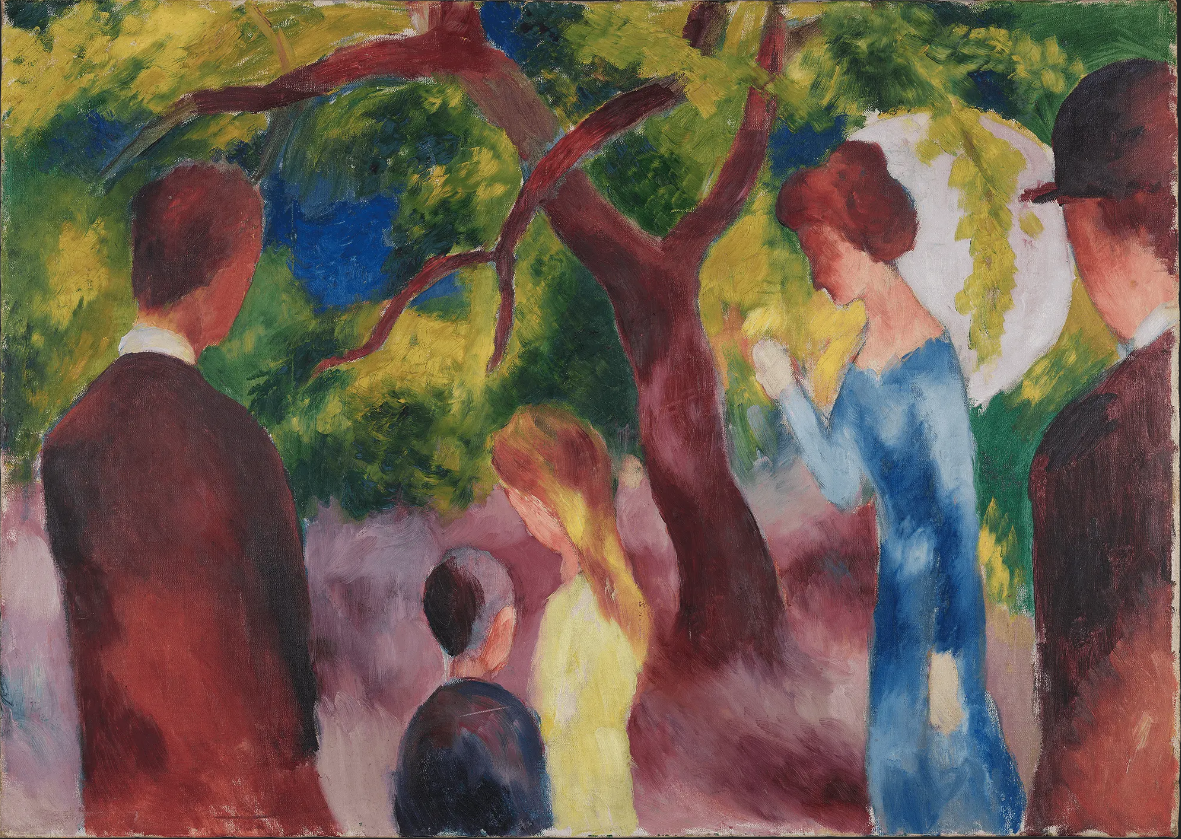
August Macke: Große Promenade, 1914

## Verein „Freunde des Franz Marc Museums“
Die Freunde des Franz Marc Museums fördern Ausstellungen zu Franz Marc, Künstlern des Blauen Reiters bzw. der Brücke sowie zu abstrakter Kunst des 20. Jahrhunderts, vor allem deutscher Nachkriegskunst. Durch ihr Engagement ermöglichen sie, Kunstwerke zur Ergänzung der Sammlungen des Franz Marc Museums anzukaufen.
Sie unterstützen die Entwicklung neuer Vermittlungsangebote zur Förderung von Kunstverständnis und dem Aufzeigen von Zusammenhängen und Hintergründen. Darüber hinaus ermöglichen sie Gesprächsreihen, Veranstaltungen und Symposien, wissenschaftliche Tagungen rund um Kunst- und Kulturgeschichte des 20. Jahrhunderts sowie Publikationen, die diese Ereignisse dokumentieren oder neue Forschungsergebnissen präsentieren. Auch fördern sie Kulturveranstaltungen wie Lesungen oder Konzerte und unterstützen Vermittlungsangebote für bildungsferne Bevölkerungsschichten und Jugendliche.

## Ausstellungen (Auswahl)
- 2012: Else Lasker-Schüler. Gestirne und Orient. Zeichnungen und Lyrik der Dichterin.[4]
- 2013: Max Beckmann: Kleine Stillleben, 16. Juni bis 22. September.
- 2013: 1913 – Bilder vor der Apokalypse, Katalog im Sieveking Verlag, München.
- 2015/2016: shades of black – Grafik der Nachkriegszeit, Ausstellungsprojekt mit Studierenden der LMU München[5]
- 2017/2018: Hinterglasmalerei zwischen Volkskunst und Avantgarde, Katalogheft.
- 2018: Lektüre. Bilder vom Lesen – Vom Lesen der Bilder, 17. Juni bis 23. September, Katalog im Verlag Schirmer Mosel.[6]
- 2019/2020: Blauer Reiter – Das Moment der Abstraktion. 13. Oktober 2019 bis 16. Februar 2020
- 2020/2021: Anselm Kiefer. Opus Magnum. 12. Juli 2020 bis 6. Juni 2021
- 2021/2022: Die Genese des Kopffüßlers. Horst Antes zum 85. Geburtstag. 17. Oktober 2021 bis 22. Mai 2022
- 2022: Karin Kneffel. Im Bild. 29. Mai bis 3. Oktober 2022
- 2023: Norbert Kricke. Versuch über die Schwerelosigkeit. 8. Oktober 2023 bis 10. März 2024[7]
- 2024: Mit anderen Augen. 24. März 2024 bis 30. Juni 2024
- 2024: Das Reh fühlt. 14. Juli bis 6. Oktober 2024
- 2025: Elfriede Lohse-Wächtler. Ich als Irrwisch. 2. März bis 9. Juni 2025